# 草鹿酒人水女
草鹿酒人 水女（くさかのさかひと の みずめ、生没年不詳）は、奈良時代の女官。姓は宿禰。位階は従五位上・勲六等。

## 出自
草鹿酒人宿禰は、河内国の日下部酒人を管理する日下部酒人連が宿禰姓を賜ったものと想定され、神亀3年（726年）の山背国愛宕郡雲下里計帳に「日下部酒人連小足売」が見え、天平17年（745年）4月17日の造酒司解に、「正八位下行員外令史日下部酒人連毛人」の名が記されている。

## 経歴
称徳朝の天平神護元年（765年）正月、藤原仲麻呂の乱後の論功行賞で従六位下から外従五位上に叙せられ、さらに和気広虫・賀陽小玉女・桑原島主らとともに勲六等を授けられている。この日、白馬の節会の宴が開かれ、五位以上のものはこれに参加し、禄を与えられている。
その後、道鏡政権では不遇であったが、光仁天皇の宝亀3年（772年）正月、内位の従五位下に昇叙。その後、桓武朝では延暦2年（783年）2月には従五位上にまで昇っている。

## 官歴
『続日本紀』による
- 時期不詳：従六位下
- 天平神護元年（765年）正月7日：外従五位下・勲六等
- 宝亀3年（772年）正月8日：従五位下（内位）
- 延暦2年（783年）2月5日：従五位上